# بیزوپرولول
بیزوپرولول (به انگلیسی: Bisoprolol) (بانام تجاری کاردیکور٬ ساندوز٬ تِوا)٬ دارویی از دسته بتابلاکرهای انتخابی است که در درمان بیماری قلبی-عروقی بکار می‌رود.
این دارو در فهرست داروهای اساسی سازمان بهداشت جهانی٬ در دسته داروهای اساسی و حیاتی قرار دارد.

## مکانیسم اثر
بیزوپرولول گونه‌ای محافظت‌کننده قلب است چرا که بلوک‌کننده آدرنرژیک β1 به صورت انتخابی و رقابتی کاتکول‌آمین(آدرنالین) است که به‌طور عمده در سلول‌های ماهیچه قلب و بافت هدایت قلب و همچنین در سلول ژوگستاگلومرول کلیه یافت می‌شوند. به‌طور معمول، تحریک آدرنورسپتور β1 توسط آدرنالین و نورآدرنالین باعث فعال شدن سیگنالی آبشاری و در نتیجه افزایش قدرت انقباض و افزایش نرخ ضربان قلب در ماهیچه قلب و ضربان ساز قلب می‌شود. بیزوپرولول با بلوک کردن رقابتی فعالیت این آبشار باعث کاهش آهنگ آدرنرژیک / تحریک ماهیچه قلب و سلول‌های ضربان ساز قلب می‌شود.